# Chemose
Chemose is een zwelling (oedeem) van het bindvlies, een slijmvlies dat de sclera van de oogbol en de binnenste zijde van de oogleden bedekt. De aandoening is een kenmerk van oogirritatie. De aandoening kan verschillende oorzaken hebben, zoals allergieën of virale infecties. Het ontstaat doordat vocht (exsudaat) uit de haarvaten in het bindvlies ontsnapt. Dit vocht lekt uit het vaatstelsel omdat de adertjes ongewoon doorlaatbaar zijn geworden. Het bindvlies zwelt hierdoor op en ziet er geleiachtig uit. Vaak zwelt het gebied rond de oogbol zodanig op dat het moeilijk of zelfs onmogelijk wordt om de oogleden geheel te sluiten.

## Oorzaken
Het wordt vrijwel altijd veroorzaakt door allergieën of virale infecties. Die zorgen ervoor dat men te veel in de ogen gaat wrijven, wat dan vervolgens chemose veroorzaakt. De eerste hulp die gegeven moet worden aan iemand die last heeft van chemose omdat hij of zij te veel in de ogen heeft lopen wrijven, is het toedienen van koud water. Echter, bij chemose die veroorzaakt wordt door een chronische aandoening biedt dit geen soelaas. 
Andere aandoeningen die zelden de oorzaak van chemose kunnen zijn:
- Angio-oedeem
- Bindvliesontsteking veroorzaakt door gonorroe
- Blokkering van de vena cava superior als dit samengaat met oedeem in het aangezicht.
- Clusterhoofdpijn
- Dacryocystitis

- Netelroos (Urticaria)
- Orbitale cellulitis
- Trombose van de sinus cavernosus
- Systemische lupus erythematodes (SLE)
- Trichinose